# Misina
A Misina (vagy Misina-tető) a Mecsek 535 méter tengerszint feletti magasságú hegycsúcsa Baranya vármegyében, Pécs városközpontja felett. Legismertebb látványossága az 1973-ban megnyílt 197 méter magas pécsi tévétorony.
A Misina tetején 1908-ban épült a Kiss József-kilátó. Ezt a tévétorony építésekor, az 1960-as évek végén lebontották. A tévétorony 1973 óta üzemel, az ország legmagasabb építménye, egyben Pécs és a Mecsek látképének szerves része.
A Misina oldalában található a Pécsi Állatkert, a Mecseki kisvasút és itt üzemelt régen a vidámpark is Dömör-kapunál.

## Elnevezése
Feltételezhetően a Mihály személynévből szláv formájú alakjából (Mišo) alakulhatott ki, de arra vonatkozó elmélet is létezik, hogy a višina vagy visina (hegycsúcs) szavakból ered. Eredetileg a Mecsek korabeli elnevezését csak a Misinára használták, azt csak később kezdték az egész hegységre érteni, így a két név között feltehető azonos eredet is.

## Élővilága
A Tubes-Misina gerinc növénytani szempontból a Mecsek egyik leggazdagabb területe, mészkedvelő tölgyesekkel, karsztbokorerdőkkel, sziklafüves lejtőkkel, sziklafelszíni pikkelypáfrány társulásokkal. Nagyon ritka növénytársulása a gyöngyvessző cserjés (a Misina alatti gerincen). 

## Sportpályák a Misinán
A Misina északi oldalán, nem messze a tetőtől található a PVSK által üzemeltetett 2 (egy 600 és egy 450 méter hosszú) kezeletlen, piros-kék minősítésű pálya.
Az 550 méter hosszú pálya 1958-ban épült meg, bár korábban tervben volt 3 km hosszú pálya építése is, illetve már korábban is voltak kisebb sípályák a Misinán. A sípályától nem messze, a Kis-rét közelében épült 1948-ban a síugró-sánc, ezt 1957-ben kibővítették és felújították, azonban  állapota már az 1960-as évek közepére leromlott, így ennek ma csak a romjai láthatóak. 1964-ben így tudósított a Dunántúli Napló: A Mecseken nem kevesebb mint öt sípálya várja a sportolókat, ki-ki kedve szerint válogathat majd a lesikló, kis- és óriás műlesikló pályákban, valamint a kis és nagy ugrósánc használatában. Az óriás műlesikló pályán sífelvonó biztosítja a felvontatást, melynek kapacitása szinte korlátlan.
Később az egyetlen rendszeresen üzemelő sípálya a misinai lett a kampós felvonóval. 1984-ben a sípályán 8 méter széles, 153 méter hosszúságban műanyag pálya került lefektetésre. 1985-ben megépítették a tányéros sífelvonót, 1990-re elkészült a 2. pálya a tányéros felvonó túloldalán. 1991 januárjában zárt be először a pálya anyagi okokból, ez azóta is visszatérő probléma. A síház és a sífelvonó több alkalommal is vandálok, illetve tolvajok áldozata lett, a tányéros felvonó 1996 óta nem üzemel, a tányéros felvonónak mára már nyoma is alig látható, ahogy a műanyag pálya is az enyészeté lett. A régi kampós felvonó ma is üzemel, de veszélyessége miatt csak előképzettséggel használható. A 2000-es évek során snowboard-os rámpák is felszerelésre kerültek.
A tető és Dömör-kapu között szánkópálya található, ezt ma már csak ritkán használják.
A Misina déli oldalán található a Mandulás, ahol kb. 3 és fél km hosszú erdei tornapálya található.

## Közlekedés
Aszfaltozott műút (Entz Béla út) visz fel a Misinára, melyen a 35-ös autóbusz közlekedik (Misinatető végállomásig). A tévétorony környékén két parkoló is található. A kirándulók többsége innen közelíti meg a Tubes kilátóit.

## Érdekességek
A Misina központi elhelyezkedésének hála számos szervezet érdeklődését felkeltette, így létezik többek között Misina Természet- és Állatvédő Egyesület, Misina Állatmenhely, Misina Néptáncegyüttes és Táncszínház, Misina InterCity járat stb.

## Galéria

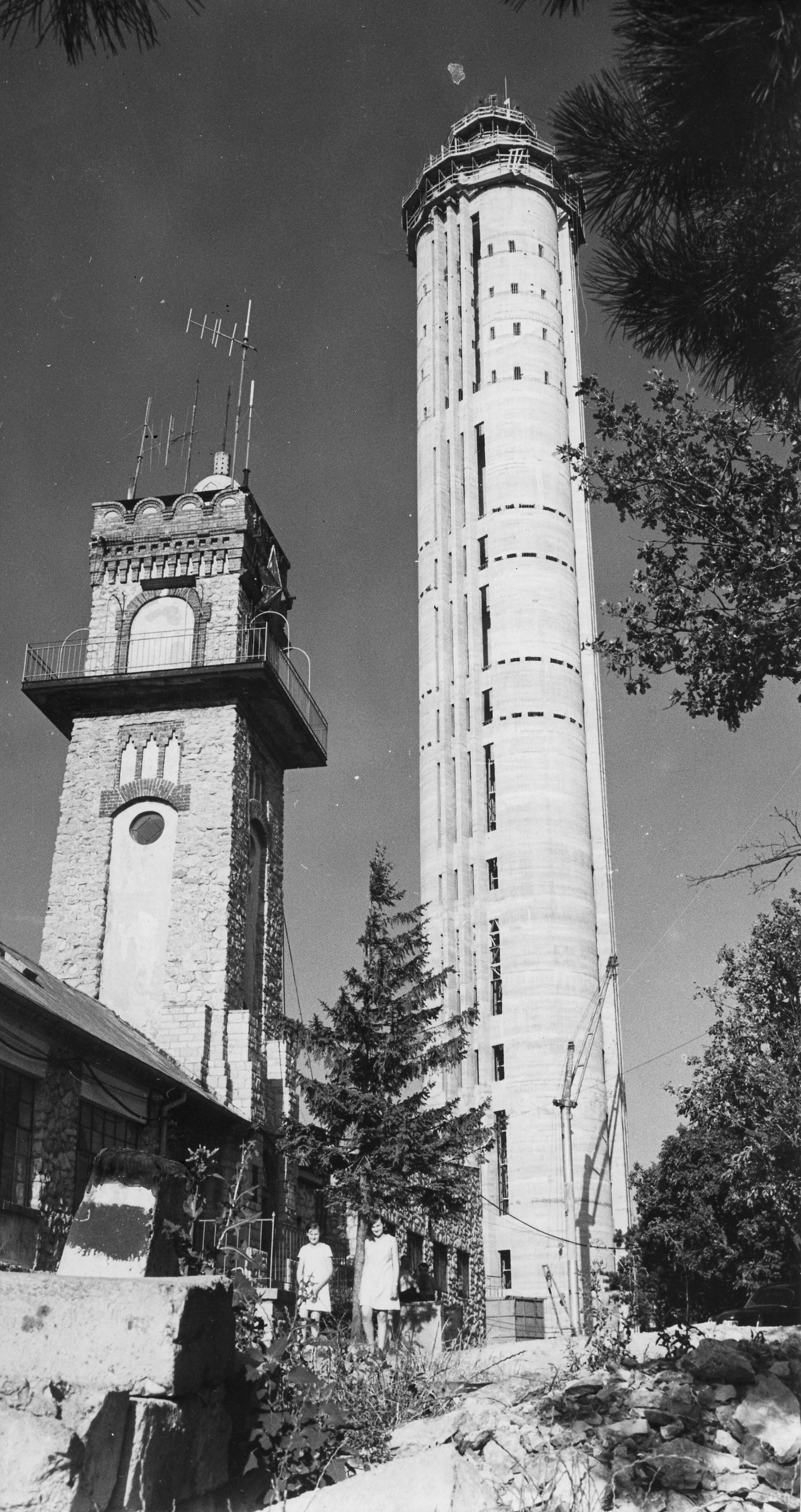
Az épülő tévétorony a Kiss József-kilátó mellett, 1968
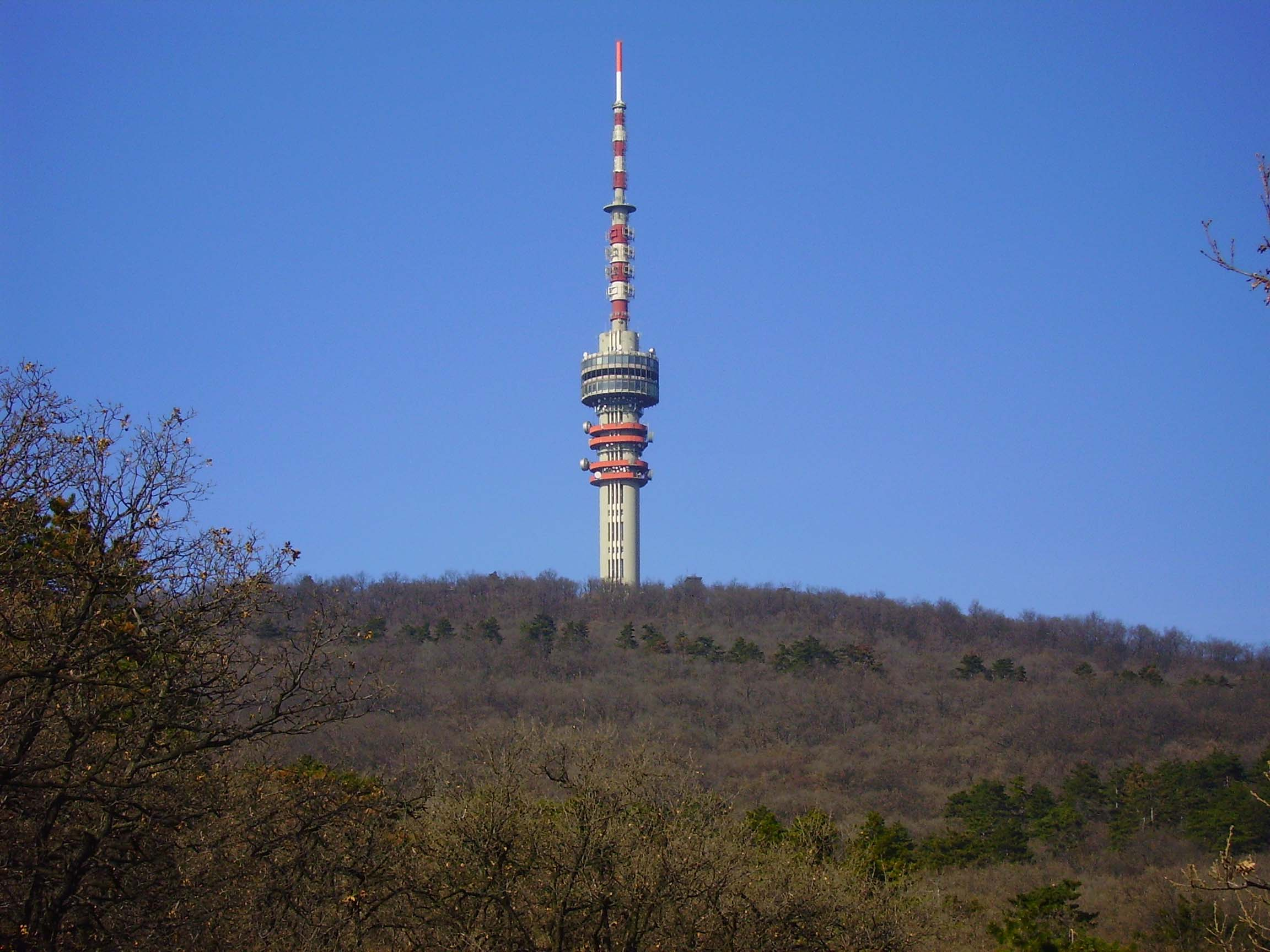
A Misina és a tévétorony látképe
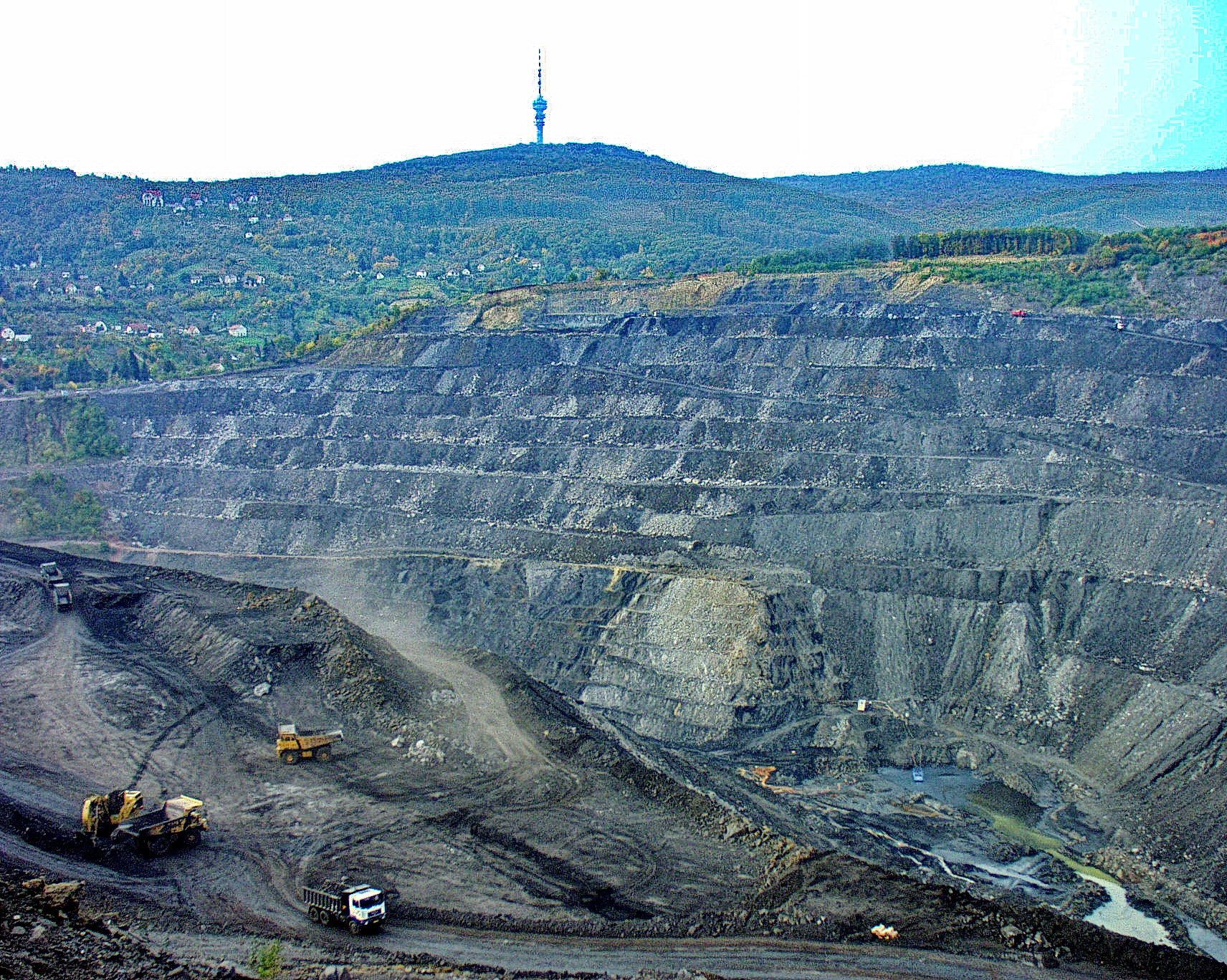
A Mecseki Kőszén Karolina-külfejtése és háttérben a Misina keleti irányból